# Аляска
Аля́ска (англ. Alaska) — найбільший за територією та найпівнічніший штат США у північно-західній частині Північної Америки, який займає півострів Аляска: усю північно-західну частину материка, Алеутські острови й архіпелаг Олександра. Загальна площа — 1 717 855 км²; площа суходолу — 1 478 457 км². Аляска стала 49-м штатом Сполучених Штатів 3 січня 1959 року. У Беринговій протоці розташований морський кордон із російським Чукотським автономним округом. Межує з канадською провінцією Британська Колумбія та територією Юкон. На півночі омивається водами Чукотського моря та моря Бофорта (Північний Льодовитий океан), на півдні та південному заході — водами Тихого океану.

## Назва
Назва походить від алеутського «alaxsxaq» (читати алахсхак) — «об'єкт, на який спрямована сила моря». Спочатку Аляскою називалася тільки південно-західна частина території нинішнього штату (Аляска (затока), Аляска (півострів)). Назва закріплена з XVIII століття.

## Історія

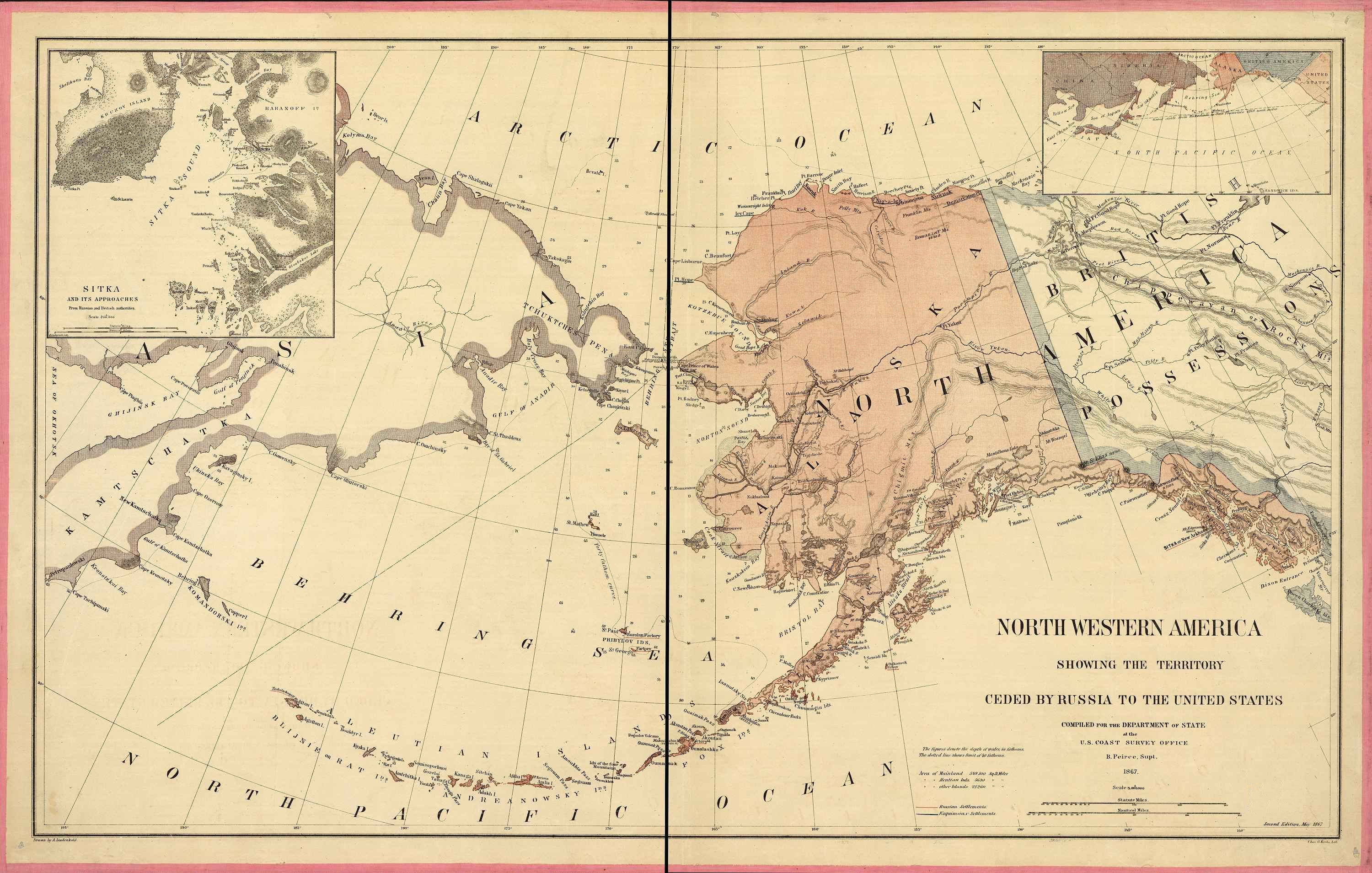
Мапа Північно-Східної Америки 1867 року з позначенням територій, переданих Російською Імперією Північно-Американським Сполученим Штатам

Групи сибірських племен перейшли перешийок (тепер Берингову протоку) 16—10 тисяч років тому. Ескімоси стали селитися на арктичному узбережжі, алеути заселили Алеутський архіпелаг.
Першими європейцями, що відвідали Аляску 21 серпня 1732 року, були члени команди бота «Св. Гавриїл» під командуванням геодезиста М. С. Гвоздєва та підштурмана І. Федорова в ході експедиції А. Ф. Шестакова і Д. І. Павлуцького 1729—1735 років. Крім того, є уривчасті відомості про відвідування російськими людьми Америки в XVII столітті.
Від 9 липня 1799 року до 18 жовтня 1867 року Аляска з прилеглими до неї островами перебувала під управлінням Російсько-американської компанії. Бойові дії на Далекому Сході в період Кримської війни показали повну незахищеність східних земель Російської імперії та особливо Аляски. Щоб не втратити дарма територію, яку неможливо було захистити й освоїти в осяжному майбутньому, було ухвалене рішення про її продаж.
16 грудня 1866 року в Санкт-Петербурзі відбулася спеціальна нарада, на якій були присутні Олександр II, великий князь Костянтин Миколайович, міністри фінансів і морського міністерства, а також російський посланник у Вашингтоні барон Едуард Стекль. Всі учасники схвалили ідею продажу. За пропозицією міністерства фінансів був визначений поріг суми — не менше 5 мільйонів доларів золотом. 22 грудня 1866 року Олександр II затвердив кордон території. У березні 1867 року Стекль прибув до Вашингтона й офіційно звернувся до держсекретаря Вільяма Сьюарда.
Підписання договору продажу Аляски відбулося 30 березня 1867 року у Вашингтоні. Текст договору був англійською та французькою мовою. Територія площею 1 519 000 км² була продана за 7,2 млн дол. золотом, тобто по 4,74 дол. за км² (куди родючіша й сонячна Французька Луїзіана, куплена у Франції в 1803 році, обійшлася бюджету США дещо дорожче — приблизно по 7 дол. за км²). Разом із землею передавалося все нерухоме майно, колоніальні архіви, офіційні та історичні документи, що стосувалися території. У договорі зазначалося, що жителі території за їхнім вибором можуть повертатися в Росію протягом трьох років; але якщо вони бажають залишитися у своїх домівках, то, за винятком нецивілізованих племен, повинні бути допущені до всіх прав, переваг і захисту громадян Сполучених Штатів.
Приблизно в цей час було виявлено золото. Регіон розвивався повільно аж до початку золотої лихоманки на Клондайку у 1896 році. За роки золотої лихоманки на Алясці було видобуто близько 1000 тонн золота, що в цінах на квітень 2005 року відповідало 13—14 мільярдам доларів.
Від 1867 року Аляска перебувала у віданні військового міністерства США й мала назву «Округ Аляска», у 1884—1912 роках — «округ», потім — «територія» (1912—1959), а від 3 січня 1959 року — штат США.
Від 1968 року почалося освоєння мінеральних ресурсів, особливо в районі затоки Прудо-Бей (англ. Prudhoe Bay), на південний схід від мису Барроу.
1977 року прокладено нафтопровід від затоки Прудо-Бей до порту Валдіз.
1989 року розлив нафти з танкера «Ексон Вальдез» став причиною серйозного забруднення довкілля.

## Географія
Штат розташований на крайньому північному заході континенту, відділений від Чукотського півострова Беринговою протокою, на сході межує з Канадою, на заході на невеликій ділянці Берингової протоки — з Росією. Будучи відділеною від решти штатів США територією Канади, Аляска є найбільшим ексклавом у світі. Складається з материкової частини та великого числа островів: архіпелаг Олександра, Алеутські острови, острови Прібилова, острів Кадьяк, острів Святого Лаврентія. Найвіддаленіші з островів Алеутського архіпелагу розташовані у Східній півкулі, тому Аляска одночасно є найсхіднішим, найзахіднішим, а на додаток ще і найпівнічнішим штатом США. Омивається Північним Льодовитим і Тихим океанами. На тихоокеанському узбережжі, більшу частину якого займає затока Аляска — хребет Аляски; внутрішня частина — плато заввишки від 1200 м на сході і до 600 м на заході; переходить в низовину. На півночі — хребет Брукса, за яким розташована Арктична низовина.
Гора Деналі (Мак-Кінлі) (6168 м) — найвища в Північній Америці. У її околицях розташований знаменитий Національний парк Деналі.
Є діючі вулкани.
У 1912 році в результаті виверження вулкана виникла Долина Десяти тисяч димів і новий вулкан Новарупта. Північну частину штату покриває тундра. Південніше розташовані ліси. До складу штату входить острів Малий Діомід (острів Крузенштерна) в Беринговій протоці, розташований на відстані 4 км від острова Великий Діомід (острів Ратманова), який належить Росії. Вулкани суттєво змінюють Аляску — її рельєф, конфігурацію.
На Тихоокеанському узбережжі клімат помірний, морський, відносно м'який; в інших районах — арктичний і субарктичний континентальний, з суворими зимами.

## Населення
Хоча штат один з найменш населених у країні, у 1970-ті роки сюди переїхали багато нових жителів, залучені вакансіями в нафтовій промисловості та транспорті, а в 1980-ті роки приріст населення склав понад 36 %.
Близько 75 % населення білі, уродженці США. У штаті близько 88 тис. корінних жителів — індіанці (атапаски, хайда, тлінкіти, цімшиан), ескімоси та алеути. У штаті живе також невелике число нащадків вихідців з Російської імперії. Серед основних релігійних груп — католики, православні, пресвітеріани, баптисти та методисти. Частка православних, що складає за різними оцінками 8-10 %, є найвищою в країні.
Останні 20 років жителі штату традиційно голосують за республіканців. Колишній губернатор штату — республіканка Сара Пейлін була кандидатом у віцепрезиденти США на виборах 2008 року при Джоні Маккейні. Наразі губернатором Аляски є Майк Данліві.
Головні міста: Анкоридж (порт), Фербенкс, Джуно (адміністративний центр);
Мовний склад населення (2010)  [Архівовано 1 грудня 2007 у Wayback Machine.]
| Мова                      | %     |
| ------------------------- | ----- |
| Англійська                | 83,92 |
| Алеутсько-ескімоські мови | 4,61  |
| Іспанська                 | 3,49  |
| Тагальська                | 2,39  |
| Російська                 | 0,61  |
| Самоа                     | 0,52  |
| Німецька                  | 0,52  |
| Корейська                 | 0,48  |
| Індіанські мови           | 0,42  |
| Французька                | 0,28  |
| Інші                      | 2,80  |

Расовий склад населення (2020)
| Раса                          | %    |
| ----------------------------- | ---- |
| Білі нелатиноамериканці       | 58,8 |
| Корінні американці            | 15,7 |
| Азіати                        | 6,7  |
| Білі латиноамериканці         | 5,3  |
| Афроамериканці                | 3,7  |
| Тихоокеанці                   | 1,7  |
| Дві і більше рас (мультираса) | 8,2  |
| Інша раса                     | 1,7  |

### Українці на Алясці
Про дослідження Аляски виселеними українськими козаками відомо з праць українських істориків Миколи Аркаса та Дмитра Яворницького, а також американського історика Губерта Бенкрафта, хоч останній і вважає козаків росіянами. Згідно з Бенкрафтом, першим, хто причалив до Алеутських островів, був козак Лука Морозко, якого «пригнали туди вітри» у 1669 році.
Як наслідок пришвидшення міграційних процесів, кількість українців на Алясці невпинно зростає. За дослідженнями 2015 року, іммігранти з багатьох країн світу становили близько 7,9 % населення штату, 4,2 % з яких — українці.

## Адміністративно-територіальний устрій
Адміністративно-територіальна одиниця 2-го рівня (еквівалент округів у більшості інших штатів США) на Алясці має особливу назву — боро (англ. borough).
Станом на 2020 рік на Алясці налічувалося 19 організованих боро.
Проте більша частина території Аляски не має достатньої кількості населення для створення місцевого самоврядування (принаймні, зацікавленого в тому населення). 1970 року всі такі території з метою зручності керування було об'єднано в так званий неорганізований боро. Неорганізований боро керується безпосередньо адміністрацією штату Аляска. Його площа — 837 700 км2, що майже в півтора раза перевищує територію другого за розміром штату Техас.
З метою перепису населення неорганізований боро поділили на зони перепису населення. Спочатку таких зон було одинадцять, а після організації боро Пітерсберг (2013 року) їх залишалося десять.

## Економіка
ВВП штату у 2005 р. склав 39,9 млрд дол. На душу населення за 2005 р. ВВП склав 60 079 дол., третій у США.
На півночі видобуток нафти-сирцю (нафтопровід завдовжки 1250 км до порту Валдіз (Valdez)), природного газу, вугілля, міді, заліза, золота, цинку; рибальство; вирощування північних оленів; лісозаготівля і мисливство; авіатранспорт; військові авіабази. Чималий дохід приносить туризм, який з кожним роком тут стрімко розвивається. Туристів Аляска приваблює суворими краєвидами та національними парками.

## Транспорт
- Аляскинська траса — зв'язує Довсон-Крік в канадській провінції Британська Колумбія і Делта-Джанкшен на Алясці. Функціонує з 1942 року, довжина — 2232 кілометри. Неофіційна частина Панамериканського шосе.
- Аляскинська залізниця — зв'язує міста Сьюард і Фербанкс. Функціонує з 1909 року (офіційна дата відкриття — 1914 рік), довжина — 760 кілометрів. Одна з небагатьох залізниць світу, які проходять через національні парки (Деналі), і одна з небагатьох, де деякі потяги можна зупинити й підсісти на них, помахавши білою хусткою, тобто автостопом[14].
- У зв'язку з важкою доступністю більшості місць штату на Алясці дуже розвинене повітряне сполучення: фактично, кожен населений пункт, у якому живуть хоча б два-три десятки жителів, має свій аеродром.

## Офіційна символіка
- Девіз: «Північ у майбутнє»;
- Прізвиська: «Останній рубіж» або «Земля північного сонця»;
- Птах: біла куріпка;
- Риба: чавича;
- Квітка: незабудка;
- Наземний ссавець: лось;
- Морський ссавець: гренландський кит;
- Мінерал: золото;
- Державна пісня: «Прапор Аляски»;
- Собака: аляскинський маламут;
- Дорогоцінне каміння: нефрит;
- Дерево: ситхінська ялина.

## Природна краса Аляски

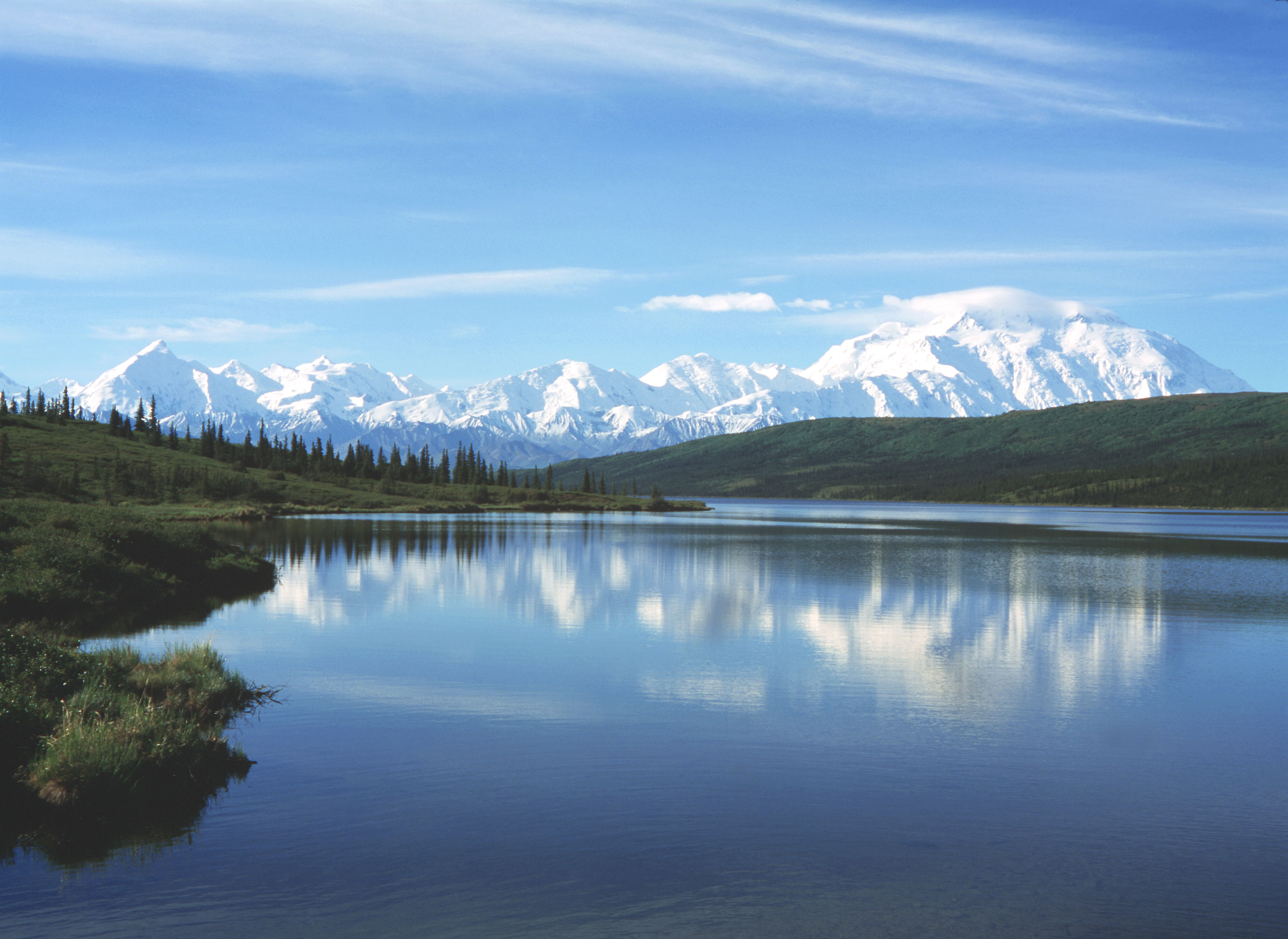
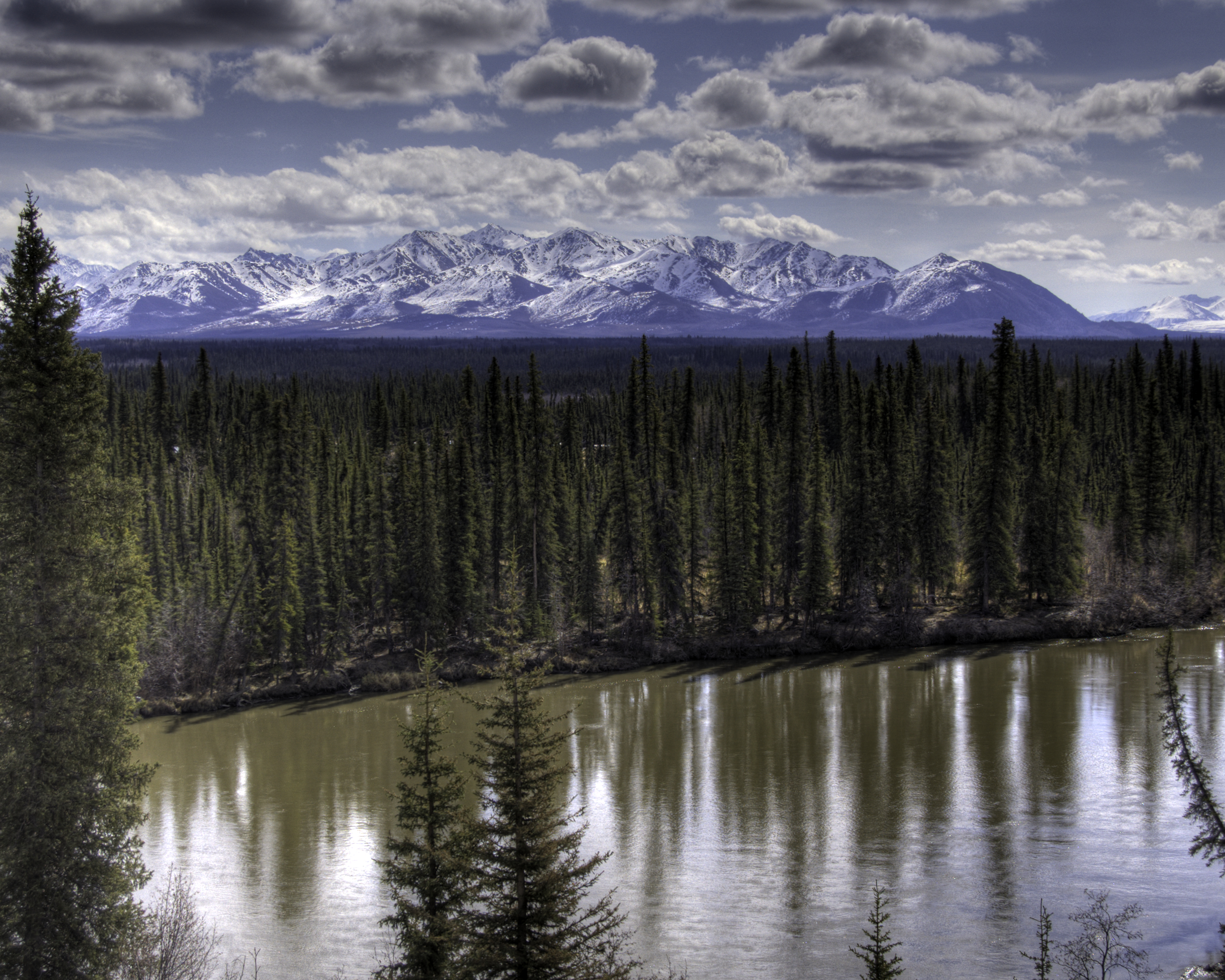
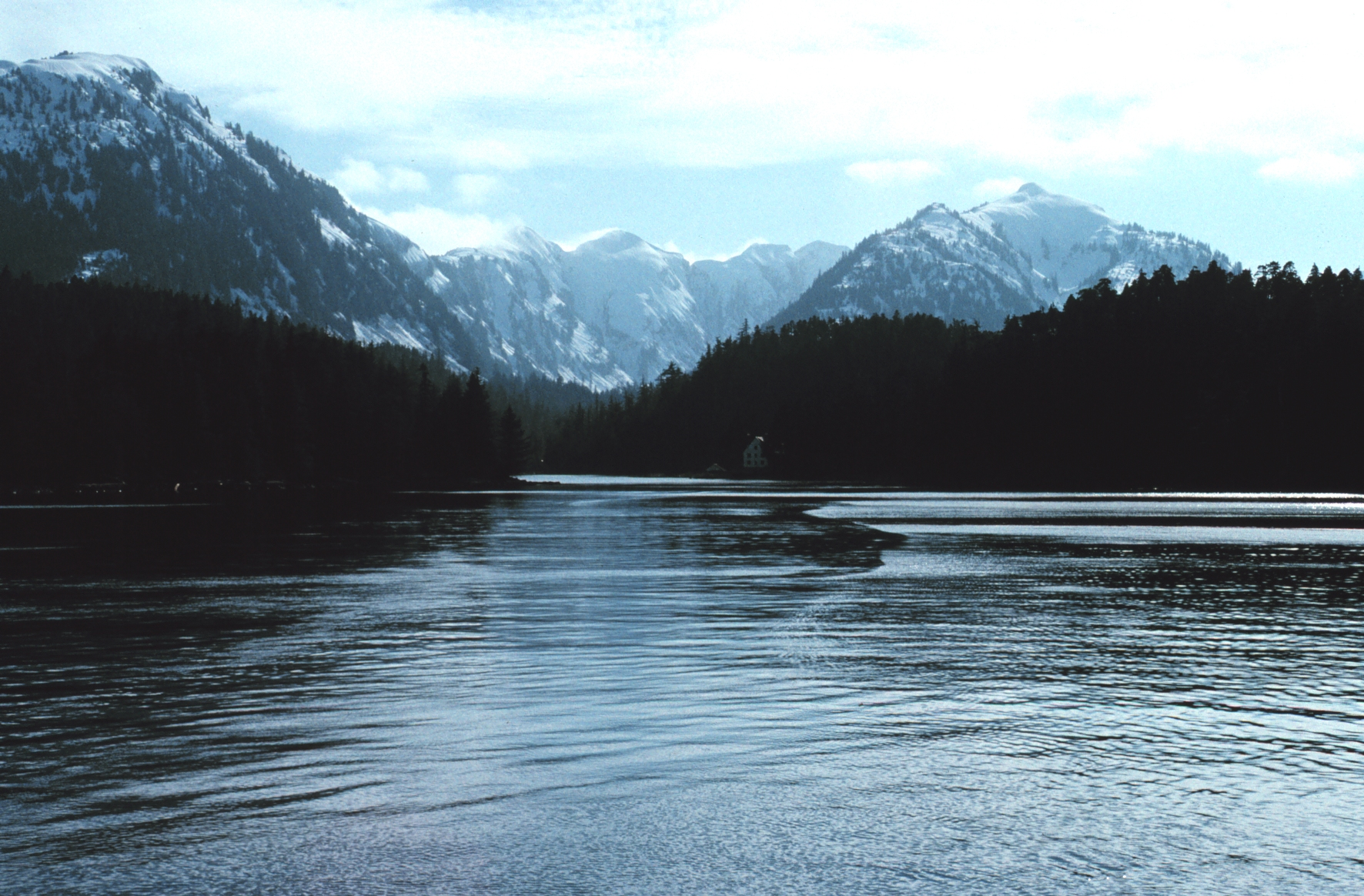
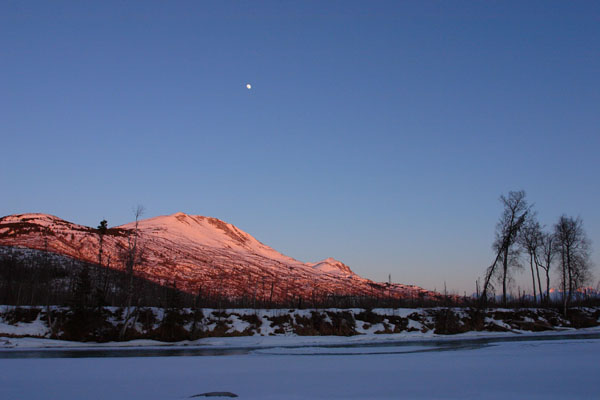

## Цікаві факти
- Прапор Аляски придумав 30-річний Бенні Бенсон з міста Чигнік. На синьому фоні прапора зображені вісім п'ятипроменевих зірок: сім з них символізують сузір'я Великої Ведмедиці, а восьма — Полярну зорю.
- Вперше питання про продаж Аляски США порушив генерал-губернатор Східного Сибіру граф Микола Муравйов-Амурський. На той момент на Алясці проживали індіанці, які не вважали себе підданими Росії, а також близько 1,9 тисячі креолів, тоді як російськомовне населення з Російської імперії не перевищувало 800 осіб[15].
- Продаж Аляски відбувся 30 березня 1867 року, коли Російська імперія передала територію Сполученим Штатам Америки за 7,2 млн доларів (приблизно за 2 центи за акр. Росія вирішила позбутися Аляски, бо вважала, що у разі війни з Великою Британією, яка тоді контролювала Канаду, її буде легко захопити. Територія була надто віддаленою, щоб ефективно її захищати й управляти, а після Кримської війни Росії також були потрібні гроші. Офіційна передача території відбулася 18 жовтня 1867 року в колишньому поселенні Ново-Архангельськ (нині — місто Сітка). Цю дату й досі святкують на Алясці як День Аляски.

## Аляска в літературі
- У романах «Біле Ікло» (1906), «Поклик предків» (1903) та багатьох інших пригодницьких книгах Джека Лондона йдеться про часи золотої лихоманки на Алясці наприкінці XIX століття. В обох романах значну частину історії показано очима тварини, що дало змогу автору описувати поведінку людей більш об'єктивно і відсторонено, і надати особливої живості описам природи Аляски.
- «У дикій глушині» — книга-дослідження Джона Кракавера про життя та подорож Крістофера Маккендлеса, що вирушив у безлюдну частину Аляски з невеликими запасами їжі й спорядження з надією прожити якийсь час у самотності. Книга була екранізована у 2007 році.
- «Велика глушина» — роман Крістін Генни про переїзд сім'ї з трьох людей в Аляску в 1970-х роках, виживання, підготовку до зими та взаємодопомогу жителів Аляски.
- Поет Роберт В. Сервіс оспівував Аляску в більшості своїх поезій, завдяки чому його часто називали «Бардом Юкону».